# 聖胡安包蒂斯塔區 (邁納斯省)
聖胡安包蒂斯塔區（西班牙語：Distrito de San Juan Bautista），是秘魯的一個區，位於該國東北部洛雷託大區的邁納斯省，始建於1999年11月5日，面積3,117.05平方公里，海拔高度138米，2007年人口124,100，人口密度每平方公里40人。